# Hydrocotyle capitata
Hydrocotyle capitata är en växtart i släktet Hydrocotyle och familjen araliaväxter.
Arten är en perenn ört som är endemisk på Tristan da Cunha. Den beskrevs av Louis Marie Aubert Du Petit-Thouars 1808.